# Sholavandan
Sholavandan är en ort i Indien.   Den ligger i distriktet Madurai och delstaten Tamil Nadu, i den södra delen av landet, 2 100 km söder om huvudstaden New Delhi. Sholavandan ligger 176 meter över havet och antalet invånare är 21 661.
Terrängen runt Sholavandan är platt söderut, men norrut är den kuperad. Runt Sholavandan är det mycket tätbefolkat, med 3 757 invånare per kvadratkilometer. Närmaste större samhälle är Tirupparangunram, 19,8 km sydost om Sholavandan. Omgivningarna runt Sholavandan är en mosaik av jordbruksmark och naturlig växtlighet.